# غويندولين بي. بينيت
غويندولين بي. بينيت (بالإنجليزية: Gwendolyn B. Bennett)‏ (8 يوليو 1902، غيدينغز في الولايات المتحدة - 30 مايو 1981، ريدينغ في الولايات المتحدة)؛ كاتِبة، فنانة، صحفية وشاعرة أمريكية.